# Ermita vella de Sant Vicent Ferrer (Agullent)
L'Ermita vella de Sant Vicent Ferrer és una ermita situada en la pujada del Calvari, al municipi d'Agullent. És un Bé de Rellevància Local amb identificador nombre 46.24.004-008.

## Història
Hi ha a Agullent dues ermites dedicades a Sant Vicent Ferrer, conegudes com La Vella i La Nova. Ambdues es troben properes entre si, separades per un curt camí que alberga el Viacrucis. L'ermita vella és la primitiva on el sant dominic solia retirar-se com a ermità. Està reconstruïda sobre els fonaments de l'original del segle xv i va ser reconstruïda en 1976, i inaugurada l'1 d'abril de 1979.

## Descripció
Es tracta d'un petit edifici rectangular, molt senzill i amb teulada a dues aigües. La porta és amb llinda i amb dos amplis espiells. Sobre la porta hi ha un nínxol amb un panell ceràmic que representa el sant al que està dedicada l'ermita. Un fanal il·lumina el panell.
Les reduïdes dimensions de l'interior ressalten la riquesa de la seua ornamentació. Els pilars, units per una cornisa denticulada, suporten una volta de mig canó. El retaule sobre l'altar adossat és d'estil neoclàssic, i inclou una fornícula amb vidre que alberga una talla de Sant Vicent Ferrer datada a mitjan segle xix.